# Еффорт (Пенсільванія)
Еффорт (англ. Effort) — переписна місцевість (CDP) в США, в окрузі Монро штату Пенсільванія. Населення — 1965 осіб (2020).

## Географія
Еффорт розташований за координатами 40°56′30″ пн. ш. 75°26′16″ зх. д. / 40.94167° пн. ш. 75.43778° зх. д. (40.941549, -75.437683).  За даними Бюро перепису населення США в 2010 році переписна місцевість мала площу 13,10 км², з яких 13,07 км² — суходіл та 0,04 км² — водойми.

## Демографія
Згідно з переписом 2010 року, у переписній місцевості мешкало 2269 осіб у 773 домогосподарствах у складі 614 родин. Густота населення становила 173 особи/км².  Було 819 помешкань (62/км²).
Расовий склад населення:
| - 85,4 % — білих - 6,6 % — чорних або афроамериканців - 1,9 % — азіатів - 0,1 % — корінних американців - 2,5 % — осіб інших рас |

До двох чи більше рас належало 3,4 %. Частка іспаномовних становила 9,9 % від усіх жителів.
За віковим діапазоном населення розподілялося таким чином: 26,1 % — особи молодші 18 років, 62,7 % — особи у віці 18—64 років, 11,2 % — особи у віці 65 років та старші. Медіана віку мешканця становила 40,0 року. На 100 осіб жіночої статі у переписній місцевості припадало 97,6 чоловіків;  на 100 жінок у віці від 18 років та старших — 98,1 чоловіків також старших 18 років.
Середній дохід на одне домашнє господарство  становив 74 916 доларів США (медіана — 83 160), а середній дохід на одну сім'ю — 73 652 долари (медіана — 81 875). Медіана доходів становила 51 997 доларів для чоловіків та 32 684 долари для жінок. За межею бідності перебувало 4,1 % осіб, у тому числі 0,0 % дітей у віці до 18 років та 0,0 % осіб у віці 65 років та старших.
Цивільне працевлаштоване населення становило 1042 особи. Основні галузі зайнятості: освіта, охорона здоров'я та соціальна допомога — 29,4 %, транспорт — 18,0 %, роздрібна торгівля — 8,9 %, виробництво — 8,5 %.